# زنغ أباد (ورزقان)
زنغ أباد هي قرية في مقاطعة ورزقان، إيران. عدد سكان هذه القرية هو 421 في سنة 2006.